# Selago paniculata
Selago paniculata är en flenörtsväxtart som beskrevs av Carl Peter Thunberg. Selago paniculata ingår i släktet Selago och familjen flenörtsväxter. Inga underarter finns listade i Catalogue of Life.